# Лінус Бутт
Лінус Бутт (нім. Linus Butt, нар. 12 березня 1987, Кемпен, Німеччина) — німецький хокеїст на траві, бронзовий призер Олімпійських ігор 2016 року.

## Виступи на Олімпіадах
| Олімпіада           | Дисципліна     | Місце |
| ------------------- | -------------- | ----- |
| Ріо-де-Жанейро 2016 | хокей на траві | 3     |

## Зовнішні посилання
- Лінус Бутт — олімпійська статистика на сайті Sports-Reference.com (англ.) (архівна версія)